# Europäische Kunstakademie Trier

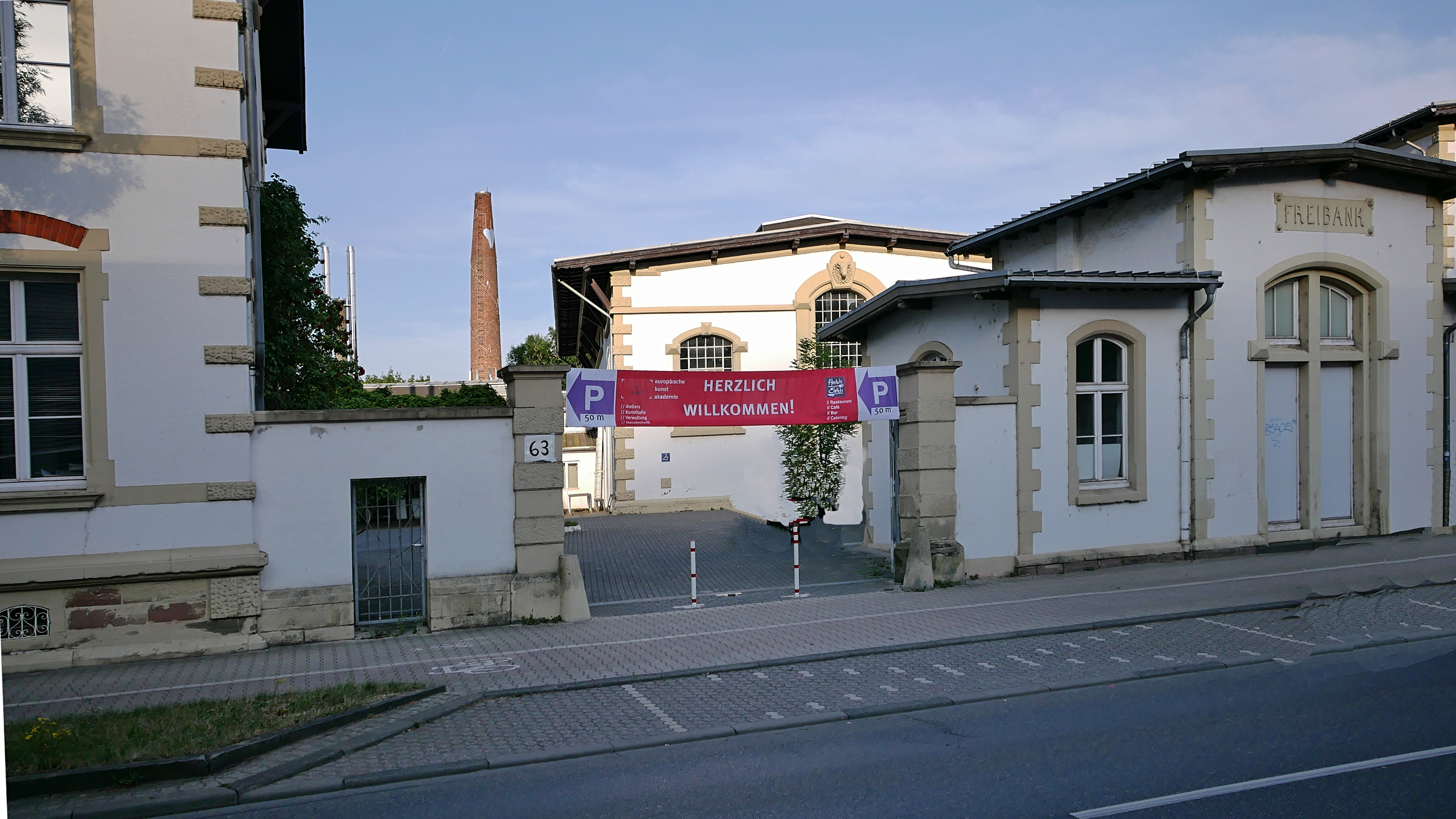
Eingangsgebäude

Die Europäische Kunstakademie (EKA) in Trier ist ein 1977 von Erich Kraemer gegründeter, als gemeinnützig anerkannter Verein und eine künstlerische Ausbildungsstätte. Die Akademie befindet sich in Trier-West in den Gebäuden des ehemaligen Trierer Schlachthofs.

## Kurse
Die Kunstschule bietet in 18 Ateliers und Werkstätten von Februar bis November ein Programm für Einsteiger, Fortgeschrittene und Künstler. Über 60 Dozenten aus dem In- und europäischen Ausland unterrichten in jährlich rund 170 Kursen. Es werden alle künstlerischen Techniken unterrichtet: Malerei, Zeichnung, Bildhauerei, Installationen, Druckgrafik, Fotografie und Neue Medien. Die Europäische Kunstakademie bietet zusätzlich Workshops für Schulausflüge, Kunstvereine und andere kunstinteressierte Gruppen an. Neben der Lehre finden Ausstellungen, kunstgeschichtliche Vorträge und Konzerte statt.

## Organisation
Vorsitzender des Trägervereins ist der für Kultur zuständige Dezernent der Stadt Trier. Weitere Mitglieder sind die Universität Trier, Hochschule Trier, Landkreis Trier-Saarburg, Industrie- und Handelskammer Trier, Handwerkskammer Trier, Gesellschaft für Bildende Kunst e. V., Stadt Trier und die Sparkasse Trier. Gefördert wird die Europäische Kunstakademie von dem Land Rheinland-Pfalz, der Stadt Trier, der Nikolaus-Koch-Stiftung, Trier sowie dem Förderkreis Europäische Kunstakademie e. V.

## Kooperationen
In zahlreichen Veranstaltungen kooperiert die Europäische Kunstakademie unter anderem mit der Universität Trier, der Hochschule Trier, dem Institut für Lehrer Fort- und Weiterbildung in Speyer und der TCU in Fort Worth/USA.

## Leiter der Europäischen Kunstakademie Trier
- 1996 – 2020: Dr. Gabriele Lohberg
- seit 02/2020: Simon Santschi

## Schriften
- Gabriele Lohberg (Hrsg.), Joe Allen (Ill.): Foto-Art: Dozentinnen und Dozenten der Europäischen Kunstakademie Trier stellen aus, Kunsthalle, Europäische Kunstakademie, Katalog-Zeitung (teilweise deutsch und englisch), Trier [2000?]: Europäische Kunstakademie